# Kursi (Kuusalu)
Kursi is een plaats in de Estlandse gemeente Kuusalu, provincie Harjumaa. De plaats heeft de status van dorp (Estisch: küla).

## Bevolking
Het dorp had 44 inwoners op 31 december 2011 en 52 inwoners op 31 december 2021.